# Los secretos de Lucía
Los secretos de Lucía (en inglés: Lucia's secrets), es una telenovela venezolana realizada por la cadena Venevisión con los servicios de producción de BE-TV de Colombia. 
Protagonizada por Irán Castillo y Juan Pablo Raba, y con las participaciones antagónicas de Julián Gil, Plutarco Haza, Roberto Escobar. Cuenta además con las actuaciones co-protagónicas de Maritza Bustamante, Aroldo Betancourt, María Dalmazzo y David Medel. 
La telenovela fue estrenada primero el 3 de febrero de 2014 en México por Cadenatres. En Venezuela fue estrenada el 22 de abril de 2014 por Venevisión+Plus en horario estelar 10pm.

## Sinopsis
Una mujer huye. Es joven, muy hermosa; tiene un fuerte golpe en su cabeza. Se llama Lucía, pero no lo sabe, sólo tiene claro que debe huir porque le quieren hacer daño. Cuando los recuerdos aparecen en su mente, lo hacen en forma desordenada y contradictoria, resultando ser pistas de su pasado. 
En su huida, Lucía conoce a Miguel, un joven mecánico de clase media que queda impresionado con su belleza y decide ayudarla y protegerla. En medio de su escapatoria, los dos se enamoran. Pero Miguel tiene una novia, Bonny, con la que ya ha hecho planes de casarse. 
Lucía y Miguel siguen todas las pistas posibles para tratar de descubrir la verdadera identidad de ella. Pero cuando empiezan a encontrar evidencias de quien es en realidad, se horrorizan. Miguel se ve enfrentado al hecho de estar enamorado de una mujer a la que debería entregar a la justicia para que sea encarcelada. 
Inspirada por el amor incondicional de Miguel, Lucía se rebela contra su pasado oscuro y lo enfrenta, con la esperanza de que aún haya tiempo para redimirse y empezar una nueva vida como una persona honesta. Pero ponerse en contra de su propia familia lo cuesta muy caro. Miguel por su parte, vive con la zozobra de pensar qué pasaría si Lucía recuperara la memoria. Y ese día finalmente llega con consecuencias inesperadas para los dos fugitivos…

## Elenco
- Irán Castillo - Lucía Reina[2]
- Juan Pablo Raba - Miguel Gaitán[3]
- Julián Gil - Robert Neville[4]
- Iván Tamayo - Harold Rincón[5]
- Maritza Bustamante - Bonny Cabello
- Plutarco Haza - Arsenio Reina[6]
- Roberto Escobar - Gonzalo Reina
- Luis Gerónimo Abreu - Rubén Olmedo
- Yul Bürkle - Pablo Zuleta
- Aroldo Betancourt - Capitán Pedro Cárdenas
- María Dalmazzo - Patricia "Paty" Gaitán
- David Medel - Sargento Sergio Ruíz
- Albi De Abreu - La Llaga
- Mimí Lazo - Ayra Mesutti de Reina
- Gloria Mayo - Emma de Cabello
- Eduardo Serrano - Ignacio Cabello
- Karina Velásquez - La India
- Sissi Fleitas - Penélope
- Carlos Guerrero - Lennox
- Sonia Villamizar - Margarita de Cárdenas
- Eduardo Ibarrola - Celestino
- Carlos Julio Molina - Epicuro
- Nacho Huett - Oswaldo Orbajan "Orejas"
- Rafael Romero - Farid Murillo
- Levi Zielinsky - Dimitrio Vasily
- Yuvanna Montalvo - Giselle / María Herrera
- Adolfo Cubas - Cabo Segura
- Alejo Felipe - Juez Machado
- Gonzalo Velutini - Fiscal Gómez
- Armando Cabrera - Don Guillermo
- Francis Rueda - La Cuervo
- Julio Alcázar - Coronel Potes
- Judith Vásquez - Josefina Castro
- Henry Salvat - Pedro Lombardo
- Levy Rossell - Evaristo
- Manuel Escolano - Cañizares
- Margarita Hernández - Yoliana
- Mayra Africano - Berenice de Figueroa
- Manuel Salazar - Fiscal Figueroa
- Rodolfo Drago - Cueto
- Arlette Torres - Princesa
- Carolina Torres - La Kitty
- Carlos Arraiz - Tigre
- César Augusto Suárez - Peña
- Adolfo Nittoli - Rencor
- José Luis Useche - Sable
- Pavel Rosckupki - Fedor
- Ray Ángel Torres - Yair Olmedo
- Marco Suniaga - Comandante Linares
- Freddy Aquino - Porras
- Orlando Paredes - Ladino
- Alí Rondón - Ocampos
- Sindy Lazo - Ayra Mesutti de Reina (joven)
- Natalia Martínez - Celina Tintos
- Absalón de los Ríos - Cabo Bermúdez
- Vicente Peña - Sargento Mora
- Argenis Rea - Agente Méndez
- Stephanie Cardone - Guardiana Solórzano
- Sheila Monterola - La Negra
- Salvador Pérez - Ramiro
- Simona Chirinos - Lucrecia
- Arnoldo Maal - Marcelo
- Vagif Hkamdoulaev - Anatoly
- Luis Padrón - Pedro
- Yugui López - Perro Viejo
- Vicente Marsella - Merlano
- Erika Santiago - Marina
- Yessi Hernández - Candy

## Producción
Las grabaciones iniciaron 6 de septiembre de 2012 en Caracas, y el 3 de abril de 2013 en Miami, y finalizaron totalmente el 3 de septiembre de 2013. Esta sería la primera telenovela de Venevisión en ser grabada totalmente en formato de Alta definición.

### Emisión
La novela tuvo que ser estrenada en Venezuela en televisión por cable a través Venevisión Plus para que fuese transmitida sin censura, esto debido a su contenido de violencia y tema del tráfico de armas que no cumplían con leyes de CONATEL, donde exhortaban a las operadoras y cadenas de televisión a no emitir narconovelas.Debido a esto, la telenovela en un principio se emitiria como La extraña.
En Estados Unidos, la cadena hermana de Univisión, UniMás constantemente retrasaba el estreno de la telenovela, hasta que finalmente Estrella TV la estrenó el 8 de junio de 2015 a las 7pm/6c.

## Formato físico
La novela se lanzó en formato de DVD y de Blu-ray, dividido en dos partes, pero solo la primera parte ha sido editada en éstos formatos. La primera parte de "Los Secretos de Lucía" consta de 8 discos, 40 capítulos y una duración aproximada de 1816 minutos. Contiene entrevistas con los actores: Irán Castillo, Juan Pablo Raba y Plutarco Haza.